# Heiliges Geistjöchl
Heiliges Geistjöchl är ett bergspass i Österrike. Det ligger i den centrala delen av landet, 300 km väster om huvudstaden Wien. Heiliges Geistjöchl ligger 2 185 meter över havet.
Terrängen runt Heiliges Geistjöchl är bergig, och sluttar västerut. Runt Heiliges Geistjöchl är det glesbefolkat, med 9 invånare per kvadratkilometer.. Närmaste större samhälle är Krimml, 17,1 km norr om Heiliges Geistjöchl. 
Trakten runt Heiliges Geistjöchl består i huvudsak av gräsmarker.